# De la Garma
De La Garma es una localidad del partido de Adolfo Gonzales Chaves, provincia de Buenos Aires, Argentina.

## Toponimia
Su nombre recuerda a Antonio de La Garma, (1868-1938) productor agropecuario, donante de las tierras para la construcción de la estación del ferrocarril.

## Población
Cuenta con 1,625 habitantes (Indec, 2010), lo que representa un descenso del 9,7% frente a los 1,801 habitantes (Indec, 2001) del censo anterior.
| Gráfica de evolución demográfica de De la Garma entre 1991 y 2010 |
|                                                                   |
| Fuente: Censos nacionales del INDEC                               |

## Historia
La localidad De La Garma fue fundada el 8 de diciembre de 1912, sobre el ramal ferroviario Barrow-Juan Eulogio Barra; fecha en la que se inauguró la estación ferroviaria de la firma Ferrocarril del Sud. La piedra fundamental fue colocada por el señor Castor Carreras, en la esquina de Gallo y 25 de Mayo.
Se ubica a 33 km al NO de Adolfo Gonzales Chaves y se accede por la RP 75 y RN 3.
Los primeros pobladores fueron los señores Chachá, Corbal, Corradini y Melita. La actividad económica estaba compuesta por almacenes de ramos generales, hoteles, herrerías, cerealistas, carpinterías y tiendas. Las actividades ganaderas y agrícolas sustentaron ampliamente el desarrollo de la localidad. 
La comunidad de De La Garma dependía de la Municipalidad de Juárez hasta que el 22 de agosto de 1916 se creó el Partido de Adolfo Gonzales Chaves y pasó a depender de él.
Su nombre memora a Antonio de La Garma, productor agropecuario, donante de los terrenos para la construcción de la estación ferroviaria.

## Características
La localidad se ubica en una zona agrícola-ganadera. Dispone de excelentes servicios de electrificación rural y urbano y se encuentra integrada a la Red Nacional de Telecomunicaciones. El 90% de sus calles están pavimentadas y el nombre de ellas homenajea a los Congresales de 1816. Cuenta con: 3 emisoras de Radio, pileta de natación municipal, Banco Provincia, escuela de educación primaria y secundaria, una sala de primeros auxilios, un hogar de ancianos.
Este pueblo cuenta con dos equipos de futbol, el Club Atlético Agrario (cuyo estadio lleva el nombre de Diego Armando Maradona, inaugurado en 1992 con la presencia del Astro del Fútbol Argentino) y el Club Deportivo Garmense, ambos cuentan con sede, con instalaciones para distintos deportes, y canchas de fútbol.
Es conocido como uno de sus personajes célebres, el popular Santiago Chori C, siendo una referencia en el ámbito de los pocos códigos y la traición .

## Parroquias de la Iglesia católica en De la Garma
| Arquidiócesis | Bahía Blanca            |
| ------------- | ----------------------- |
| Parroquia     | Nuestra Señora de Luján |